# Canterbury Castle
Canterbury Castle er et normannisk slot i Canterbury i Kent i England. Det ligger omkring fem minutters gang fra Canterbury East Station og busstationen ved bymuren.
Canterbury Castle var en af de tre oprindelige kongelige slotte i Kent (de andre to er Rochester Castle og Dover Castle). De blev alle bygget kort efter slaget ved Hastings på den romerske hovedvej mellem Dover og London. Det var den rute som Vilhelm Erobreren tog i oktober 1066, og de blev oprindeligt opført som motte-and-bailey-fæstninger til at beskytte denne vigtige vej.

## Historie

### Normannisk tid
I 1066 blev der opført en fæstning i motte-and-baileystil i træ. Motten kan være den jordforhøjning, som stadig kan ses fra parken Dane John Gardens ved stenborgen (som igen kan være en romersk gravhøj). Dane John er afledt af donjon.

### Stenslot
Det store keep i sten blev primært opført under Henrik 1. som en af tre royale slotte i Kent. Den massive struktur, som er omkring 30 x 26 m ved foden, blev var sandsynligvis mindst 24 meter højt. Det blev hovedsageligt udført af flint og sandsten. I 1200-tallet var slottet fængsel for countyet. Det blev overgivet til de invaderende franskmænd under den første baronernes krig. I 1380 blev der bygget en nyt port.
I 1800-tallet blev stedet købt af et olieselskab og brugt til opbevaring af benzin i mange år. I denne periode blev den øverste etage ødelagt.

### Turistattraktion
Slottet er i dag ejet af de lokale myndigheder og er åbent for offentligheden hele året. Det er en af de store turistattraktioner sammen med katedralen.